# Ace Combat: Distant Thunder
 (novembre 2018).
Si vous disposez d'ouvrages ou d'articles de référence ou si vous connaissez des sites web de qualité traitant du thème abordé ici, merci de compléter l'article en donnant les références utiles à sa vérifiabilité et en les liant à la section « Notes et références ».
Ace Combat: Distant Thunder (appelé Ace Combat 04: Shattered Skies dans les versions non-européennes) est un simulateur de vol de combat développé et édité par Namco en 2001 sur PlayStation 2.
Reprenant le principe des épisodes précédents, Ace Combat: Distant Thunder est le quatrième opus de la série Ace Combat.
Le joueur a la possibilité d'acheter 20 avions différents, certains sont réalistes, d'autres sont tirés de prototypes. L'argent se gagne en réalisant les objectifs des missions. En bonus, deux peintures alternatives sont débloquables pour chaque avion. La difficulté sélectionnable, influe sur le nombre d'ennemis présents dans les missions, sur leur précision, sur la résistance de leurs avions et sur la résistance de l'avion du joueur. Au niveau de difficulté maximum, un seul missile ennemi abat le joueur, alors qu'en mode facile, l'avion du joueur peut résister à plusieurs missiles. Pour acheter tous les avions et toutes les armes, le jeu doit être terminé au moins 3 ou 4 fois.
Ace Combat: Distant Thunder a été développé pour être une sorte de jeu de simulation de combat aérien mais passant outre au réalisme : c'est un jeu vidéo où le joueur manie des avions de chasse aux capacités bien supérieures aux vrais appareils. Plusieurs exemples le prouvent : dans la réalité l'A-10A et le F-117A ne sont pas supersoniques, certains avions peuvent transporter jusqu'à 100 missiles ou une dizaine de bombes lourdes. Autre détails, les missiles air-air peuvent avoir une puissance destructrice contre des cibles terrestres blindées aussi importante que les missiles air-sol, bien que sans système de visée contre ce type de cibles et avec, en moyenne, une charge explosive bien moins importante.

## Les missions
Il y a 18 missions dans le jeu :
- Mission 01 : Sitting Duck - Cible parfaite

Des agents ennemis ont détruit le réseau de détection avancée ce qui a permis à des Bear de pénétrer l'espace aérien. D'ici 15 minutes, ces bombardiers devraient frapper la base aérienne d'Allenfort avant de remonter pour attaquer North Point. Les moyens de défense aérienne sont actuellement très faibles, ce qui fait du QG une cible parfaite. Il est crucial de détruire ces bombardiers et de neutraliser la menace avant qu'ils ne dépassent l'île de Newfield.
- Mission 02 : Imminent Threat - Menace imminente

La base aérienne de Rigley, tenue par l'ennemi se trouve tout près des lignes avancée. C'est une menace intolérable. De nombreux bombardiers érusiens ont été déployés à Rigley. Leur objectif est clair: une attaque massive sur North Point. La mission consiste à surprendre ces bombardiers au sol et à les détruire. Il faut faire de Rigley un cimetière d'avions.
- Mission 03 : The Northern Eye - L'œil du Nord

Les forces alliées se replient et les survivants se regroupent dans le port septentrional de St Ark. En revanche, les installations radar du mont Shezna apportent un soutien tactique à l'ennemi et mettent en péril l'évacuation. Si ces troupes parviennent à rejoindre North Point, elles représenteront un atout majeur lors des batailles à venir. Il faut détruire les installations radar du mont Shezna pour aveugler l'ennmi et dissimuler les mouvements de troupes.
- Mission 04 : Blockade - Blocus

Il a été découvert que les érusiens acheminent une logistique importante et une force de déploiement rapide à Comberth. Le port de Comberth semble être le point de départ d'une attaque contre North Point, avec pour fer de lance l'escadre Aegir. Si les érusiens peuvent achever leurs préparatifs et lancer cette escadre à l'attaque, la guerre sera perdue. La mission consistera donc à abattre les avions de transport ennemis à Comberth, et leur montrer leur vulnérabilité. Attention, ces transports emportent des brouilleurs puissants, mieux vaut se fier à ses yeux qu'au radar...
- Mission 05 : Lifeline - Ligne de vie

Le ravitaillement en carburant de Comberth, le port d'attache de l'escadre Aegir, repose sur un unique complexe pétrochimique. Ce complexe comprend une raffinerie/centre de stockage terrestre et une plate-forme d'extraction offshore. La mission consiste à détruire, ou du moins endommager, ces sites. Il faut réduire à moins de 20 % leur production. En coupant l'approvisionnement en carburant du port, il sera possible de gêner et retarder le déploiement de l'escardre Aegir.
- Mission 06 : Invincible Fleet - Escadre invincible

Une attaque surprise va être lancée contre l'escadre Aegir pendant qu'elle est immobilisée à Comberth. Cette frappe aérienne de grande ampleur sera l'opération la plus importante depuis le transfert du QG à North Point. Cette opération sera longue et il faudra sans doute ravitailler en chemin. Il est impératif de mener à bien cette mission.
- Mission 07 : Deep Strike - Frappe en profondeur

Cette mission consistera à attaquer les centrales énergétiques de la région de Faith Park. Elles produisent autant que des centrales nucléaires et couvrent 60 % des besoins du complexe militaro-industriel érusien. Dans la mesure où elles fonctionnent sans combustible, on ne peut stopper leur production en coupant leur ravitaillement. Cette attaque en profondeur frappera leur production industrielle et détournera leur attention de notre invasion imminente.
- Mission 08: Shattered Skies - Ciel brisé

Un satellite de reconnaissance va être lancé des îles Comons afin de soutenir les opérations sur le continent. Les érusiens ont riposté en envoyant un grand nombre de chasseurs de supériorité aérienne afin d'empêcher ce lancement. Une vaste bataille aérienne s'annonce. Il faut la remporter pour conserver la supériorité aérienne.
- Mission 09 : Operation Bunker Shot - Opération bunker shot

Les troupes sont regroupées et prêtes à débarquer -opération bunker shot- pour reprendre le territoire céder aux érusiens. Ce plan contraint nos forces à emprunter un couloir étroit et vulnérable entre le site de débarquement et l'objectif. Ce chemin permet à l'ennemi de concentrer ses tirs et lui assure un grand avantage. En revanche, cette voie est hors de portée de Stonehenge. La mission consiste à réduire les pertes sur les plages.
- Mission 10 : Tango Line - Ligne Tango

La "ligne Tango" est une ligne de défense vitale pour les forces érusiennes à l'Est du continent. La forteresse d'Istas est un point stratégique de cette ligne. Elle exploite le terrain et est virtuellement imprenable. Il faut soutenir les troupes en attaquant et neutralisant le potentiel de combat de la forteresse d'Istas. Attention, ce terrain est à la portée de Stonehenge.
- Mission 11 : Escort - Escorte

Deux avions de ligne survolant les collines au Nord-Ouest de Las Canas sont menacés par des chasseurs érusiens. À bord se trouvent les ingénieurs qui ont construit Stonehenge et leur famille. Ils proposent de nous livrer des informations en échanges de leur immunité et de leur installation dans un pays de L'ISAF. L'un de ces avions vole à très basse altitude en raison d'un problème inconnu. La mission consiste à protéger ces deux avions et de faire en sorte qu'ils quittent la zone de combat sains et saufs.
- Mission 12 : Stonehenge Offensive - Offensive sur Stonehenge

Stonehenge, l'arme destructrice qui a si longtemps gêné l'action de l'ISAF va être attaquée. Ce système ayant été conçu contre les astéroïdes, il devrait être vulnérable à des chasseurs rapides manœuvrant en permanence. Selon les transfuges, ses contre-mesures brouillent les radars et les systèmes de guidage de missiles. Tant que ce dispositif fonctionnera, la mission sera difficile à mener à bien. Le QG prévoit un taux de pertes de 40 % parmi tous les avions participants. La tâche sera dure, mais elle est inévitable.
- Mission 13 : Safe Return - Retour sain et sauf
- Mission 14 : Breaking Arrows - Briser les flèches
- Mission 15 : Emancipation - Émancipation
- Mission 16 : Whiskey Corridor - Corridor Whiskey
- Mission 17 : Siege of Farbanti - Siège de Farbanti
- Mission 18 : Megalith - Megalith